# Sabinópolis
Sabinópolis là một đô thị thuộc bang Minas Gerais, Brasil. Đô thị này có diện tích 919,397 km², dân số năm 2007 là 15889 người, mật độ 17,9 người/km².